# American Beauty (EP)
American Beauty (Belleza Americana) es el cuarto EP del músico estadounidense Bruce Springsteen, publicado por la compañía discográfica Columbia Records en abril de 2014. El EP fue publicado en formato de vinilo de doce pulgadas y como edición limitada de 7500 copias con motivo del Record Store Day el 19 de abril, mientras que una edición en formato de descarga digital fue publicada el 22 de abril. Las cuatro canciones de American Beauty son descartes del álbum de estudio High Hopes y fueron descritas por el propio Springsteen como «buena música que no encajaban en este disco. Pensé que era un buen momento para apoyar las tiendas de discos, que cada vez son menores, y obtener algo de música nueva al mismo tiempo».

## Trasfondo
Springsteen trabajó con cerca de veinte canciones durante las sesiones de High Hopes que no llegaron a incluirse en el álbum. El músico decidió trabajar con ellas con el productor Ron Aniello para darles una salida oficial. El tema que da título al EP, «American Beauty», es una canción reminiscente de las demos que Springsteen no terminó con el productor Brendan O'Brien, descrita por el músico como «Exile conoce a la E Street» y como una canción que canta en un rango que no suele visitar. Por otra parte, «Hury Up Sundown», una «pieza divertida de power pop moderno» según Springsteen, era otra demo originalmente grabada con O'Brien y una de las más cercanas a incluirse en High Hopes. «Mary Mary» y «Hey Blue Eyes» fueron grabadas durante las sesiones de Magic y Working on a Dream respectivamente. Sobre la primera, Springsteen comentó que es «un misterio encantador, un pequeño trozo de poesía angustiosa que te acecha con su sección de cuerdas marcadas y su letra espectral». Sobre la segunda, el músico la describió como una de sus canciones políticas más oscuras: «Compuesta durante los años de Bush, es una metáfora sobre la casa de los horrores que las acciones de nuestro gobierno creó en los años siguientes a la invasión de Iraq. En su centro se encuentra la sexualidad reprimida y el abuso de poder que caracterizó la prisión de Abu Ghraib. Siento que esto es una sombra que como país todavía tenemos que hacer salir».

## Lista de canciones
Todas las canciones escritas y compuestas por Bruce Springsteen. 
| N.º | Título             | Duración |  |
| 1.  | «American Beauty»  | 4:06     |  |
| 2.  | «Mary Mary»        | 2:48     |  |
| 3.  | «Hurry Up Sundown» | 3:17     |  |
| 4.  | «Hey Blue Eyes»    | 4:33     |  |